# Chenini Nahal
Chenini Nahal, scritto anche Chaninī an Naḥāl, (in arabo شننّي النحال‎?) è una città  del centro della Tunisia.
Fa parte del governatorato di Gabès e  della delegazione di Chenini Nahal.   La città conta 14 452 abitanti.
Questa vasta oasi è ricca di coltivazioni di palme da dattero, alberi da frutta (compresa la coltivazione del melograno) e colture orticole e foraggio.
L'espansione urbana, l'inquinamento, l'impoverimento del suolo, ma anche la frammentazione dei terreni agricoli a causa delle eredità, sono minacce per il futuro dell'oasi.
Un'associazione per salvaguardare l'oasi è stata fondata nel 1995 ed è integrata nella rete delle Associazioni di sviluppo sostenibile delle oasi tunisine.
I progetti realizzati comprendono impianti di riciclaggio dei rifiuti di compostaggio, promozione dell'agricoltura biologica, sviluppo dell'allevamento ovino e caprino come attività per integrare e sviluppare una gestione razionale dell'acqua.
Chenini Nahal è anche una zona turistica, se si considerano le numerose le corse organizzate in carrozza attraverso l'oasi. La città ospita anche un piccolo zoo.